# Castel Mella
Castel Mella är en ort och kommun i provinsen Brescia i regionen Lombardiet i Italien. Kommunen hade 10 989 invånare (2018).